# Litolibrus octoguttatus
Litolibrus octoguttatus là một loài bọ cánh cứng trong họ Phalacridae. Loài này được Champion mô tả khoa học năm 1925.